# İlk Şarkılar
İlk Şarkılar (Erste Lieder, für Singstimme und Klavier) ist ein Album aus zehn Liedern des türkischen Komponisten Fazıl Say, 2013 wurde es von der türkischen Sängerin Serenad Bağcan mit dem Komponisten am Klavier auf CD eingespielt. 
Für das Album wurden Gedichte von bekannten Dichtern wie Ömer Hayyam, Nâzım Hikmet, Metin Altıok, Cemal Süreya, Orhan Veli Kanık, Can Yücel, Pîr Sultan Abdal und Muhyiddin Abdal vertont. Say komponierte diese Stücke in seiner Jugend, später überarbeitete er sie. An dem von dem türkischen Musikunternehmen Ada Müzik veröffentlichten Album wirkten darüber hinaus in einigen Stücken Solisten wie Cem Adrian, Güvenç Dağüstün, Burcu Uyar und Selva Erdener mit, außerdem Namen wie Çağ Erçağ am Cello, Bülent Pets an der Flöte, Pelin Halkacı Akın an der Violine, Hakan Güngör am Kanun und Aykut Köselerli auf Schlaginstrumenten. 2018 (zuerst 2016) wurden die Noten des Albums von Schott Music veröffentlicht, mit den Angaben 1994 (2013), op. 5 / op. 47. Das Album veranschaulicht die Beziehung zwischen Literatur und Musik. Es ist ein Produkt von Says Interesse an Poesie und Literatur.

## Einzelne Titel
| Nr. | Stück                      | Text             |
| --- | -------------------------- | ---------------- |
| 1.  | "Düşerim"                  | Metin Altıok     |
| 2.  | "Akılla Bir Konuşmam Oldu" | Ömer Hayyam      |
| 3.  | "Dört Mevsim"              | Cemal Süreya     |
| 4.  | "Bu Kekre Dünyada"         | Metin Altıok     |
| 5.  | "Sardunyaya Ağıt"          | Can Yücel        |
| 6.  | "Sordum Sarı Çiğdeme"      | Pîr Sultan Abdal |
| 7.  | "Efkarlanırım"             | Orhan Veli Kanık |
| 8.  | "İstanbul'u Dinliyorum"    | Orhan Veli Kanık |
| 9.  | "Memleketim"               | Nâzım Hikmet     |
| 10. | "İnsan İnsan"              | Muhyiddin Abdal  |